# Exetastes paucidens
Exetastes paucidens là một loài tò vò trong họ Ichneumonidae.